# Uma Nega Chamada Tereza
Uma Nega Chamada Tereza é um filme de comédia produzido no Brasil dirigido por Fernando Coni Campos e lançado em 30 de julho de 1973.
Estrelado por Jorge Ben, o título do filme é uma referência à letra da sua canção País Tropical; Ben é o protagonista de uma história de fantasia onde um casal de africanos chega ao Brasil para conhecer o país e participar do Festival Internacional da Canção.
A mulher se chama "Makeba", uma personagem que homenageia a cantora e ativista Miriam Makeba, interpretada por Marina Montini e que, na trama, resolve ao final ficar no país e muda seu nome para Tereza.
Também integram o elenco as modelos Mila e Zula, o ator Antônio Pitanga e o Trio Mocotó.

## Crítica contemporânea
O crítico Orlando Fassoni da Folha de S.Paulo declarou em 1973 que "Uma nega chamada Tereza (...) é apenas uma fita de boas intenções. Uma frustrada tentativa de se captar para o cinema um público que, depois desse filme, vai continuar vendo Jorge Ben em shows (...) Há como empecilho ao filme o próprio Jorge Ben: é péssimo. Como compositor não se discute. Os entendidos dizem que é um dos melhores. Como ator sua postura é discutível."
Os jornais do Rio de Janeiro não publicaram qualquer comentário sobre o filme.